# Смит, Кристи Линн
Кри́сти Линн Смит (англ. Christie Lynn Smith; род. март 1969, США) — американская актриса
, сценарист, продюсер, режиссёр.

## Биография
Кристи Линн Смит выросла в Ориндж-Парке (штат Флорида, США).
Кристи Линн дебютировала в кино в 1991 году, сыграв роль в эпизоде «Бремя страстей человеческих» телесериала «Суперсила». В 2006 году она сыграла роль Рэй в короткометражном фильме «Грэйс» и в следующем году получила премию «Accolade Competition» в номинации «Лучший актёр» за эту роль. В 2010 году снялась в фильме «Безумцы». Всего Смит сыграла в 73-ти фильмах и телесериалах.
С 27 июня 1998 года Кристи Линн замужем за актёром Джоном Фортсоном. У супругов есть двое детей — дочь Эбби Райдер Фортсон (род.14.03.2008) и сын Джошуа Тейлор Форстон (род.22.12.2012).

## Избранная фильмография
| Год  |   | Русское название | Оригинальное название | Роль             |
| ---- | - | ---------------- | --------------------- | ---------------- |
| 2005 | с | Доктор Хаус      | House                 | Синди Крамер     |
| 2006 | с | Декстер          | Dexter                | мама-футболистка |